# فرانس فان فلیربرخه
فرانس فان فلیربرخه (انگلیسی: Frans Van Vlierberghe؛ زادهٔ ۲۸ مارس ۱۹۵۴) دوچرخه‌سوار اهل بلژیک است.